# The Economic Times
The Economic Times — індійська англомовна щоденна бізнес-газета, орієнтована на бізнес. Воно належить The Times Group. The Economic Times почала виходити в 1961 році. Станом на 2012 рік це друга за популярністю англомовна ділова газета у світі після The Wall Street Journal з аудиторією понад 800 000 читачів. Виходить одночасно в 14 містах: Мумбаї, Бангалор, Делі, Ченнаї, Калькутта, Лакхнау, Хайдарабад, Джайпур, Ахмедабад, Нагпур, Чандігарх, Пуна, Індаур і Бхопал. Основним змістом газети є індійська економіка, міжнародні фінанси, котирування акцій, ціни на товари, а також інші питання, пов'язані з фінансами. Газета видається компанією Bennett, Coleman & Co. Ltd. Редактором-засновником газети, коли вона була заснована в 1961 році, був П. С. Харіхаран (P. S. Hariharan). Нинішнім редактором The Economic Times є Бодхісаттва Гангулі.
The Economic Times продається в усіх великих містах Індії. 

## Інші проєкти
У червні 2009 року The Economic Times запустила телеканал під назвою ET Now.
У 2018 році The Economic Times запустила платформу ET Prime, доступ до якої мають лише його учасники. Вона претендує на роль платформи для бізнес-сторітелінгу. Нинішнім редактором ET Prime (2022) є Шишир Прасад.
The Economic Times також має інструмент управління портфелем під назвою ET Portfolio.
The Economic Times також запустила ETHRWorld і ETBrandEquity. Автор-публіцист Аатіш Джайсінгхані також з'явився на шпальтах Economic Times за свій погляд на зміну динаміки аудиторії та вплив на винагороду брендів за допомогою національних бренд-кампаній.
У 2017 році Economic Times запустив сайт ET Hindi для ділових новин на хінді.
У 2022 році Economic Times запустив свій вебсайт сімома іншими індійськими мовами; ET гуджараті, ET маратхі, ET бенгальська, ET тамільська, ET малаялам, ET телугу та ET каннада.

## Редактори
- 1960-ті та 1970-ті: П. С. Харіхаран (1961—1964),[11] Д. К. Рангекар (1964—1979)[12]
- 1980-ті: Ханнан Єзекіель, Ману Шрофф (1985—1990)[13]
- Від початку до середини 1990-х: Джайдіп Бозе,[14] Т. Н. Нінан,[15] Свамінатан Анклесарія Айяр
- 2004: Раджріші Сінгхал і Рахул Джоші
- 2010—2015: Рахул Джоші[16]
- 2015 рік по сьогодні: Бодхісатва Гангулі[17]